# Flyvemaskinist
Flyvemaskinist, ofte kaldt ved sit engelske navn  flight engineer, eller blot forkortelsen FE og på dansk F/E, er et flybesætningsmedlem, hvis opgave er at overvåge og betjene en flyvemaskines ofte komplekse systemer, herunder motorkraft og justering af flyets motorer. FE'en sidder ofte på klapsæde, lidt tilbagetrukket mellem flyets to piloter, hvorfra FE'en kan håndtere motorkonsol og systempaneler i cockpittets loft. FE'en er tillige flymekaniker og kan foretage de nødvendige mekanikertjek af flyet før start.
En flyvemaskinist blev også kaldt for systemoperator, forkortet SO, i jetfly og sidder i højre side bag 2.piloten, også kaldt styrmanden, hvor der er indrettet et specielt panel med flyets systemer. Populært sagt flyver SO'en sidelæns.
Moderne fly har hverken behov for flyvemaskinist eller systemoperatør, da de tidligere komplekse systemer i dag styres automatisk af computer. Uddannelsen er i dag nærmest at betragte som historisk.
Mindre ældre fly kunne flyves uden flyvemaskinist, herunder kommercielle fly som SAS' to-motors Convair 440 Metropolitan (1956-1976) og Sterling Airways' Fokker F27 Friendship (1968-1973), samt jetflyene Douglas DC-9 (SAS) og Sud Aviation Caravelle (SAS og Sterling).

## Uddannelse
Flymaskinist eller F/E er obligatorisk på fire-motors propelfly af en vis størrelse (DC-6 og DC-7), og visse større jetfly (DC-8). For at opnå et F/E-certifikat skal man være 21 år gammel, have bestået en helbredsundersøgelse, samt oftest have et flyvemanikercertifikat til den, eller de flytyper, man søger certifikat til. Efter teoretisk uddannelse aflægges prøve for Statens Luftfartsvæsen (tidligere: luftfartsdirektoratet), hvor kendskab til flyets ydelser, begrænsninger, lastning, tyngdepunkstsberegninger, driftsdiagrammer, forhold ved nødsituationer, flyets håndbog (manual) og vedligeholdelse, samt føring af journaler, rapporter og signaler for kørsel med fly på jorden. Desuden kendskab til love og bestemmelser.
Praktisk træning består af mindst 50 flyvetimer på pågældende flytype. Træning på jorden i flysimultor kan også anvendes. De praktiske færdigheder kontrolleres af Statens Luftfartsvæsen. Et certifikat er gyldigt for ét år ad gangen.

## Eksempler på flytyper med flyvemaskinist
Fly hvor cockpitbesætning inkluderer FE:
- Douglas DC-6 (anvendt af SAS og Sterling Airways)
- Douglas DC-7 (anvendt af SAS, Conair og Internord)
- Lockheed Constellation

Fly hvor cockpitbesætning inkluderer SO:
- Boeing 707
- Boeing 720 (kortdistance variant af B-707, anvendt af Mærsk Air og Conair)
- Boeing 727 (anvendt af Sterling)
- Boeing 747 tidlige versioner, fra 747-400 automatisk (anvendt af SAS)
- Convair 990 Coronado (anvendt af Internord)
- Douglas DC-8 (anvendt af SAS og Sterling Airways)
- Douglas DC-10 (anvendt af SAS)